# A 법칙 알고리즘

μ 법칙과 A 법칙 알고리즘 그래프

A 법칙 알고리즘(영어: A-law algorithm)은 아날로그 신호의 동작 범위에 최적화하기 위한 유럽식 디지털 통신 시스템에 사용되는 표준 컴팬딩 알고리즘이다.

## 같이 보기
- 뮤 법칙 알고리즘
- 오디오 레벨 압축
- 신호 압축
- 컴팬딩
- G.711
- DS0